# Nezavertailovca
Nezavertailovca (in russo Незавертайловка?, Nezarvetajlovka) è un comune della Moldavia controllato dalla autoproclamata repubblica di Transnistria. È compreso nel distretto di Slobozia con una popolazione stimata di 5.000 abitanti (dato 2004)